# Svend Iversen
Svend Valdemar Iversen (født 17. oktober 1913, død 17. december 1985) var en dansk politibetjent og OL-deltager i 1948 og kendt for at være både Povl Elvstrøm og Prins Henriks læremester indenfor sejlads. Fik en kongelig kongelig fortjenstmedalje under 2. Verdenskrig for at redde en familie ud af et brændende hus efter et bombenedslag. Svend Valdemar Iversen døde i 1985 af parkinsons, 72 år gammel.